# 語音中心主義
語音中心主義是指認為聲音與言語天生優於或較文字或手語更為根本的觀點，与文字中心主义相对。持語音中心觀點者主張，口語是最主要且最根本的溝通方式，而書寫只是捕捉言語的衍生方法。欧洲語言通常比中文更加語音中心。
一些作者如讓-雅克·盧梭與費迪南·德·索緒爾等哲學家曾推動過語音中心的觀點。一些哲學家與語言學家，如雅克·德里達，使用「語音中心主義」一詞來批評他們所見對書寫語言的輕視。德里達主張，語音中心主義之所以發展，是因為言語的即時性被視為更接近主體的臨在，相比於書寫更為貼近。他認為，言語與書寫之間的二元對立是一種邏各斯中心主義。

## 語音中心主義的擁護者
哲學家約翰·塞爾主張，柏拉圖相較於言語，對書寫的價值持有某種懷疑。 修辭學家與哲學家華特·翁也認為柏拉圖是語音中心的。他指出，柏拉圖明顯偏好「口語高於書寫」。 且柏拉圖對語音中心主義的信念既是刻意建構的，也是以文本辯護的，因此帶有悖論。
盧梭也持有後來被描述為語音中心的觀點。他在《論語言起源的隨筆》中討論了這一主題。他認為，言語是一種比書寫更自然的溝通形式，而他將書寫視為從言語中衍生出的某種派生且不健康的形態。
語言學家李昂納德·布龍菲德也表達過這樣的信念：口語是語言的主要形式，而書面語應被視為由口語所衍生。他主張「書寫不是語言，只不過是記錄語言的一種方式。」
索緒爾認為，語音應當被視為語言學的主要研究對象。他認為書寫在語言學領域中獲得了過多關注。在《普通語言學教程》中，索緒爾主張「語言與書寫是兩種不同的符號系統。」他認為兩種系統彼此影響，但書寫可能遮蔽語言。他指出，書寫因其對發音的影響而遮蔽了發音如何形成。索緒爾區分了表音語言與像中文那樣以單一字形對應一個詞的語言。他認為只有表音語言才會為語言學家帶來問題。
翁認為，美國社會特別反對語音中心主義。他相信其中一個原因，是像美利堅合眾國憲法這樣的書面文件構成了美國民族認同的關鍵部分。他也指出，許多美國人認為詞語的真實性由字典而非口語來界定。他曾表示：「我們在意識形態上是如此識字化，以至於以為書寫是自然的。我們必須時不時提醒自己，書寫是完全且不可逆地人工的。」
翁認為，在技術文化中傳遞知識需要書寫。他堅持應將言語視為第一性，因為它源自無意識，而書寫則需要有意識的注意：「言語結構滲透於整個人的紋理之中。書寫依賴於有意識地設計出來的規則。」 他也指出，書寫與言語各自以特定方式被賦予優先性，且它們彼此依賴以獲得識別與清晰。

## 德里達
德里達認為，哲學、文學、人類學與語言學等領域已高度語音中心化。 他主張，語音中心主義是他所見西方哲學之邏各斯中心主義的一個重要範例。 他認為，語音中心主義的發展源於人類渴望確立一種真實自我表達之核心方式。他主張，言語並不優於書寫，而是被那些尋求找到超驗表達形式的社會指派了這種角色。據稱，這種表達形式能更好地表達超驗真理，並使人理解關鍵的形上學理念。 德里達認為，語音中心的文化把言語與一個在意義被書寫腐化之前的時代聯繫起來。他將語音中心主義視為浪漫主義影響的一部分，特別是其對於人與自然和諧合一之時代的信念。德里達不認為存在任何理想的與自然合一的狀態。他也主張，言語與書寫一樣存在許多內在缺陷。
蓋亞特里·查克拉沃蒂·斯皮瓦克將德里達反對語音中心主義的立場描述為其反對「人類自我中心性」運動的一部分。 德里達指出，人類觀點的表達往往被人類的聲音所支配。 他也指出，書寫將表達從人聲中解放出來，且比言語更為外在而穩定。他認為這使書寫成為更有效的意義載體。蘭德爾·霍爾姆主張，德里達偏好書寫，因為他將其與「意義的建構與範疇的創造」聯繫在一起。
德里達將說話相對於書寫的價值差異視為邏各斯中心主義的關鍵二元對立之一。他嘗試加以解構，主張把言語視為源自書寫與把書寫視為源自言語同樣容易。他寫道，社會常常作出判定，將書寫不公平地塑造成低劣的溝通與自我表達方式。
德里達堅稱書面文字有其自身的價值，而且很可能並非「單純地『補充口語』」。 在《論文字學》中，他使用這種分析方法來批判盧梭在《論語言起源的隨筆》中所表達的觀點。 德里達主張，盧梭的觀點彼此矛盾，並經常削弱了他的論證。

### 批評
塞爾批評德里達關於歷史上反對語音中心主義的主張。塞爾認為，包括亞里士多德、戈特弗里德·萊布尼茲、戈特洛布·夫里格與伯特蘭·羅素在內的許多哲學家，「往往強調書寫語言是表達邏輯關係更為清晰的載體」。 他主張，相對於書寫語言偏好日常口語的支持，直到1950年代隨著普通語言哲學的興起才出現。他還認為，德里達就書寫史提出了籠統且失據的主張。
傑弗里·哈特曼也曾批評德里達對語音中心主義的論述。他認為，德里達未能說明影響語音中心與非語音中心文化的歷史力量。翁對哈特曼的批評表示部分認同。雖然他形容德里達的觀點「精采且在一定程度上可資利用」，但他認為該觀點「只是單就文本性之悖論加以玩味，並與歷史脈絡相隔離」。儘管翁認為無法將書寫與其前文本分離，他仍主張「這並不意味著文本可以被還原為口語」。

## 另見
- 文字中心主義
- 邏各斯中心主義